# Tour de la communauté de Madrid 2018
La 31e édition du Tour de la communauté de Madrid a eu lieu du 4 au 6 mai 2018. Elle fait partie du calendrier UCI Europe Tour 2018 en catégorie 2.1.

## Présentation

### Équipes
| WorldTeam- Movistar Team Équipes continentales professionnelles (4)- Manzana Postobón - Burgos-BH - Caja Rural-Seguros RGA - Euskadi Basque Country-Murias Équipes continentales (12)- Medellín-Éxito - Coldeportes Zenú - Aviludo-Louletano - Efapel - Inteja Dominican Cycling Team - Lokosphinx - Miranda-Mortágua - RP-Boavista - Fundación Euskadi - Team Ukyo - Vito-Feirense-BlackJack - W52-FC Porto |
| |

## Étapes
| Étape     | Date   | Villes étapes                           | type                      | Distance (km) | Vainqueur d'étape | Leader du classement général |
| --------- | ------ | --------------------------------------- | ------------------------- | ------------- | ----------------- | ---------------------------- |
| 1re étape | 8 mai  | Manzanares el Real – Manzanares el Real | étape de moyenne montagne | 175,4         | Edgar Pinto       | Edgar Pinto                  |
| 2e étape  | 9 mai  | Alcobendas – San Sebastián de los Reyes | étape de moyenne montagne | 134,5         | Nelson Soto       | Fabio Duarte                 |
| 3e étape  | 10 mai | Madrid – Madrid                         | étape de plaine           | 100           | Carlos Barbero    | Edgar Pinto                  |

## Déroulement de la course

### 1reétape
| \| Classement de l'étape \| Classement de l'étape \| Classement de l'étape \| Classement de l'étape \| Classement de l'étape \| \| Coureur \| Coureur \| Pays \| Équipe \| Temps \| \| --------------------- \| --------------------- \| --------------------- \| ----------------------- \| --------------------- \| \| 1er \| Edgar Pinto \| Portugal \| Vito-Feirense-BlackJack \| 4 h 08 min 16 s \| \| 2e \| Jonathan Caicedo \| Équateur \| Medellín \| + 0 s \| \| 3e \| Xuban Errazkin \| Espagne \| Vito-Feirense-BlackJack \| + 0 s \| \| 4e \| Alexander Evtushenko \| Russie \| Lokosphinx \| + 0 s \| \| 5e \| Jaime Rosón \| Espagne \| Movistar Team \| + 0 s \| \| 6e \| Fabio Duarte \| Colombie \| Manzana Postobón \| + 0 s \| \| 7e \| Gustavo César Veloso \| Espagne \| W52-FC Porto \| + 0 s \| \| 8e \| Pablo Torres Muiño \| Espagne \| Burgos-BH \| + 0 s \| \| 9e \| Henrique Casimiro \| Portugal \| Efapel \| + 0 s \| \| 10e \| Mikel Iturria \| Espagne \| Euskadi-Murias \| + 0 s \| |                      |          |                         |                 |
| |                      |          |                         |                 |
| |                      |          |                         |                 |
| Classement de l'étape |                      |          |                         |                 |
| Coureur | Coureur              | Pays     | Équipe                  | Temps           |
| 1er | Edgar Pinto          | Portugal | Vito-Feirense-BlackJack | 4 h 08 min 16 s |
| 2e | Jonathan Caicedo     | Équateur | Medellín                | + 0 s           |
| 3e | Xuban Errazkin       | Espagne  | Vito-Feirense-BlackJack | + 0 s           |
| 4e | Alexander Evtushenko | Russie   | Lokosphinx              | + 0 s           |
| 5e | Jaime Rosón          | Espagne  | Movistar Team           | + 0 s           |
| 6e | Fabio Duarte         | Colombie | Manzana Postobón        | + 0 s           |
| 7e | Gustavo César Veloso | Espagne  | W52-FC Porto            | + 0 s           |
| 8e | Pablo Torres Muiño   | Espagne  | Burgos-BH               | + 0 s           |
| 9e | Henrique Casimiro    | Portugal | Efapel                  | + 0 s           |
| 10e | Mikel Iturria        | Espagne  | Euskadi-Murias          | + 0 s           |

| \| Classement général \| Classement général \| Classement général \| Classement général \| Classement général \| \| Coureur \| Coureur \| Pays \| Équipe \| Temps \| \| ------------------ \| -------------------- \| ------------------ \| ----------------------- \| ------------------ \| \| 1er \| Edgar Pinto \| Portugal \| Vito-Feirense-BlackJack \| 4 h 08 min 16 s \| \| 2e \| Jonathan Caicedo \| Équateur \| Medellín \| + 0 s \| \| 3e \| Xuban Errazkin \| Espagne \| Vito-Feirense-BlackJack \| + 0 s \| \| 4e \| Alexander Evtushenko \| Russie \| Lokosphinx \| + 0 s \| \| 5e \| Jaime Rosón \| Espagne \| Movistar Team \| + 0 s \| \| 6e \| Fabio Duarte \| Colombie \| Manzana Postobón \| + 0 s \| \| 7e \| Gustavo César Veloso \| Espagne \| W52-FC Porto \| + 0 s \| \| 8e \| Pablo Torres Muiño \| Espagne \| Burgos-BH \| + 0 s \| \| 9e \| Henrique Casimiro \| Portugal \| Efapel \| + 0 s \| \| 10e \| Mikel Iturria \| Espagne \| Euskadi-Murias \| + 0 s \| |                      |          |                         |                 |
| |                      |          |                         |                 |
| |                      |          |                         |                 |
| Classement général |                      |          |                         |                 |
| Coureur | Coureur              | Pays     | Équipe                  | Temps           |
| 1er | Edgar Pinto          | Portugal | Vito-Feirense-BlackJack | 4 h 08 min 16 s |
| 2e | Jonathan Caicedo     | Équateur | Medellín                | + 0 s           |
| 3e | Xuban Errazkin       | Espagne  | Vito-Feirense-BlackJack | + 0 s           |
| 4e | Alexander Evtushenko | Russie   | Lokosphinx              | + 0 s           |
| 5e | Jaime Rosón          | Espagne  | Movistar Team           | + 0 s           |
| 6e | Fabio Duarte         | Colombie | Manzana Postobón        | + 0 s           |
| 7e | Gustavo César Veloso | Espagne  | W52-FC Porto            | + 0 s           |
| 8e | Pablo Torres Muiño   | Espagne  | Burgos-BH               | + 0 s           |
| 9e | Henrique Casimiro    | Portugal | Efapel                  | + 0 s           |
| 10e | Mikel Iturria        | Espagne  | Euskadi-Murias          | + 0 s           |

### 2eétape
| \| Classement de l'étape \| Classement de l'étape \| Classement de l'étape \| Classement de l'étape \| Classement de l'étape \| \| Coureur \| Coureur \| Pays \| Équipe \| Temps \| \| --------------------- \| --------------------- \| --------------------- \| ---------------------- \| --------------------- \| \| 1er \| Nelson Soto \| Colombie \| Caja Rural-Seguros RGA \| 3 h 01 min 46 s \| \| 2e \| Carlos Barbero \| Espagne \| Movistar Team \| + 0 s \| \| 3e \| Enrique Sanz \| Espagne \| Euskadi-Murias \| + 0 s \| \| 4e \| Domingos Gonçalves \| Portugal \| Rádio Popular-Boavista \| + 0 s \| \| 5e \| Alexander Vdovin \| Russie \| Lokosphinx \| + 0 s \| \| 6e \| Fabio Duarte \| Colombie \| Manzana Postobón \| + 0 s \| \| 7e \| Egoitz Fernández \| Espagne \| Team Ukyo \| + 0 s \| \| 8e \| Rafael Silva \| Portugal \| Efapel \| + 0 s \| \| 9e \| Luís Mendonça \| Portugal \| Aviludo-Louletano-Uli \| + 0 s \| \| 10e \| Jetse Bol \| Pays-Bas \| Manzana Postobón \| + 0 s \| |                    |          |                        |                 |
| |                    |          |                        |                 |
| |                    |          |                        |                 |
| Classement de l'étape |                    |          |                        |                 |
| Coureur | Coureur            | Pays     | Équipe                 | Temps           |
| 1er | Nelson Soto        | Colombie | Caja Rural-Seguros RGA | 3 h 01 min 46 s |
| 2e | Carlos Barbero     | Espagne  | Movistar Team          | + 0 s           |
| 3e | Enrique Sanz       | Espagne  | Euskadi-Murias         | + 0 s           |
| 4e | Domingos Gonçalves | Portugal | Rádio Popular-Boavista | + 0 s           |
| 5e | Alexander Vdovin   | Russie   | Lokosphinx             | + 0 s           |
| 6e | Fabio Duarte       | Colombie | Manzana Postobón       | + 0 s           |
| 7e | Egoitz Fernández   | Espagne  | Team Ukyo              | + 0 s           |
| 8e | Rafael Silva       | Portugal | Efapel                 | + 0 s           |
| 9e | Luís Mendonça      | Portugal | Aviludo-Louletano-Uli  | + 0 s           |
| 10e | Jetse Bol          | Pays-Bas | Manzana Postobón       | + 0 s           |

| \| Classement général \| Classement général \| Classement général \| Classement général \| Classement général \| \| Coureur \| Coureur \| Pays \| Équipe \| Temps \| \| ------------------ \| -------------------- \| ------------------ \| ----------------------- \| ------------------ \| \| 1er \| Fabio Duarte \| Colombie \| Manzana Postobón \| 7 h 10 min 02 s \| \| 2e \| Edgar Pinto \| Portugal \| Vito-Feirense-BlackJack \| + 0 s \| \| 3e \| Xuban Errazkin \| Espagne \| Vito-Feirense-BlackJack \| + 0 s \| \| 4e \| Pablo Torres Muiño \| Espagne \| Burgos-BH \| + 0 s \| \| 5e \| Jaime Rosón \| Espagne \| Movistar Team \| + 0 s \| \| 6e \| Jonathan Caicedo \| Équateur \| Medellín \| + 0 s \| \| 7e \| Alexander Evtushenko \| Russie \| Lokosphinx \| + 0 s \| \| 8e \| César Fonte \| Portugal \| W52-FC Porto \| + 0 s \| \| 9e \| Gustavo César Veloso \| Espagne \| W52-FC Porto \| + 0 s \| \| 10e \| Germán Chaves \| Colombie \| Coldeportes-Zenú \| + 0 s \| |                      |          |                         |                 |
| |                      |          |                         |                 |
| |                      |          |                         |                 |
| Classement général |                      |          |                         |                 |
| Coureur | Coureur              | Pays     | Équipe                  | Temps           |
| 1er | Fabio Duarte         | Colombie | Manzana Postobón        | 7 h 10 min 02 s |
| 2e | Edgar Pinto          | Portugal | Vito-Feirense-BlackJack | + 0 s           |
| 3e | Xuban Errazkin       | Espagne  | Vito-Feirense-BlackJack | + 0 s           |
| 4e | Pablo Torres Muiño   | Espagne  | Burgos-BH               | + 0 s           |
| 5e | Jaime Rosón          | Espagne  | Movistar Team           | + 0 s           |
| 6e | Jonathan Caicedo     | Équateur | Medellín                | + 0 s           |
| 7e | Alexander Evtushenko | Russie   | Lokosphinx              | + 0 s           |
| 8e | César Fonte          | Portugal | W52-FC Porto            | + 0 s           |
| 9e | Gustavo César Veloso | Espagne  | W52-FC Porto            | + 0 s           |
| 10e | Germán Chaves        | Colombie | Coldeportes-Zenú        | + 0 s           |

### 3eétape
| \| Classement de l'étape \| Classement de l'étape \| Classement de l'étape \| Classement de l'étape \| Classement de l'étape \| \| Coureur \| Coureur \| Pays \| Équipe \| Temps \| \| --------------------- \| --------------------- \| --------------------- \| ----------------------- \| --------------------- \| \| 1er \| Carlos Barbero \| Espagne \| Movistar Team \| 2 h 11 min 12 s \| \| 2e \| Óscar Pelegrí \| Espagne \| Rádio Popular-Boavista \| + 0 s \| \| 3e \| Luís Mendonça \| Portugal \| Aviludo-Louletano-Uli \| + 0 s \| \| 4e \| Enrique Sanz \| Espagne \| Euskadi-Murias \| + 0 s \| \| 5e \| Edgar Pinto \| Portugal \| Vito-Feirense-BlackJack \| + 0 s \| \| 6e \| Johan Colón \| Colombie \| Coldeportes-Zenú \| + 0 s \| \| 7e \| Rafael Silva \| Portugal \| Efapel \| + 0 s \| \| 8e \| César Fonte \| Portugal \| W52-FC Porto \| + 0 s \| \| 9e \| Jonathan Caicedo \| Équateur \| Medellín \| + 0 s \| \| 10e \| Fabio Duarte \| Colombie \| Manzana Postobón \| + 0 s \| |                  |          |                         |                 |
| |                  |          |                         |                 |
| |                  |          |                         |                 |
| Classement de l'étape |                  |          |                         |                 |
| Coureur | Coureur          | Pays     | Équipe                  | Temps           |
| 1er | Carlos Barbero   | Espagne  | Movistar Team           | 2 h 11 min 12 s |
| 2e | Óscar Pelegrí    | Espagne  | Rádio Popular-Boavista  | + 0 s           |
| 3e | Luís Mendonça    | Portugal | Aviludo-Louletano-Uli   | + 0 s           |
| 4e | Enrique Sanz     | Espagne  | Euskadi-Murias          | + 0 s           |
| 5e | Edgar Pinto      | Portugal | Vito-Feirense-BlackJack | + 0 s           |
| 6e | Johan Colón      | Colombie | Coldeportes-Zenú        | + 0 s           |
| 7e | Rafael Silva     | Portugal | Efapel                  | + 0 s           |
| 8e | César Fonte      | Portugal | W52-FC Porto            | + 0 s           |
| 9e | Jonathan Caicedo | Équateur | Medellín                | + 0 s           |
| 10e | Fabio Duarte     | Colombie | Manzana Postobón        | + 0 s           |

## Classements finals

### Classement général final
| \| Classement général \| Classement général \| Classement général \| Classement général \| Classement général \| \| Coureur \| Coureur \| Pays \| Équipe \| Temps \| \| ------------------ \| ------------------ \| ------------------ \| ----------------------- \| ------------------ \| \| 1er \| Edgar Pinto \| Portugal \| Vito-Feirense-BlackJack \| 9 h 21 min 14 s \| \| 2e \| Fabio Duarte \| Colombie \| Manzana Postobón \| + 0 s \| \| 3e \| Jonathan Caicedo \| Équateur \| Medellín \| + 0 s \| \| 4e \| Jaime Rosón \| Espagne \| Movistar Team \| + 0 s \| \| 5e \| Xuban Errazkin \| Espagne \| Vito-Feirense-BlackJack \| + 0 s \| \| 6e \| César Fonte \| Portugal \| W52-FC Porto \| + 0 s \| \| 7e \| Pablo Torres Muiño \| Espagne \| Burgos-BH \| + 0 s \| \| 8e \| Germán Chaves \| Colombie \| Coldeportes-Zenú \| + 0 s \| \| 9e \| Dmitri Strakhov \| Russie \| Lokosphinx \| + 0 s \| \| 10e \| Ricardo Mestre \| Portugal \| W52-FC Porto \| + 0 s \| |                    |          |                         |                 |
| |                    |          |                         |                 |
| Source : ProCyclingStats |                    |          |                         |                 |
| Classement général |                    |          |                         |                 |
| Coureur | Coureur            | Pays     | Équipe                  | Temps           |
| 1er | Edgar Pinto        | Portugal | Vito-Feirense-BlackJack | 9 h 21 min 14 s |
| 2e | Fabio Duarte       | Colombie | Manzana Postobón        | + 0 s           |
| 3e | Jonathan Caicedo   | Équateur | Medellín                | + 0 s           |
| 4e | Jaime Rosón        | Espagne  | Movistar Team           | + 0 s           |
| 5e | Xuban Errazkin     | Espagne  | Vito-Feirense-BlackJack | + 0 s           |
| 6e | César Fonte        | Portugal | W52-FC Porto            | + 0 s           |
| 7e | Pablo Torres Muiño | Espagne  | Burgos-BH               | + 0 s           |
| 8e | Germán Chaves      | Colombie | Coldeportes-Zenú        | + 0 s           |
| 9e | Dmitri Strakhov    | Russie   | Lokosphinx              | + 0 s           |
| 10e | Ricardo Mestre     | Portugal | W52-FC Porto            | + 0 s           |